# Платоники (стипендиаты)
Платоники — студенты духовных школ, стипендиаты митрополита Платона (Левшина)
Стипендия была учреждена в 1789 г. для воспитанников Троицкой лаврской семинарии (ТЛС) и Славяно-греко-латинской академии (СГЛА), а с 1814 г. после их объединения перешла к студентам Московской духовной академии (МДА) и просуществовала до 1860 г.
Митрополит Платон учредил специальный фонд, передав попечительскому совету 4000 руб., распорядившись, чтобы годовые проценты с этой суммы в размере 200 руб. шли на стипендии пяти студентам. Он детально расписал условия присуждения и правила расходования средств.
Условия включали бедность родителей, успехи в учении, примерное поведение, хорошие способности и прилежание.
Платоники получали к своей фамилии другую, прибавочную фамилию «Платонов». Они жили в особой келье, отдельно от остальных воспитанников. Обслуживались специальным истопником, в обязанности которого входило также приготовление пищи и чистка одежды. Особые средства выделялись на бумагу, книги, свечи.
Преимущественное своё внимание они должны были сосредотачивать на изучении языков. Для обучения новым языкам Платон посылал их в университет. Предполагалось, что между собой платоники разговаривают по-латыни, по-французски или по-немецки.
Выделялись платоники и внешне. При Платоне им полагался особый костюм — «казакин голубого цвета с синими отворотам». В дальнейшем остались отличия только в цвете воротника.
После смерти Платона вместо пяти воспитанников стипендия представлялась лишь одному студенту на курсе.
Большинство платоников стали выдающимися деятелями — учеными, педагогами, священнослужителями.

## Списки платоников

### Список платоников ТЛС
Первые платоники, избранные митрополитом Платоном:
- Иван Иванович Драницын-Платонов (1767—после 1820) — священник церквей Иоанна Предтечи в Конюшенной и Вознесения на Гороховом поле в Москве.
- Алексей Никитич Ратнев-Платонов (1769—?)
- Пётр Иванович Докучаев-Платонов (1772—1837) — учитель немецкого языка ТЛС, протоиерей церкви Дмитрия Солунского, y Тверских ворот в Москве.
- Иван Васильевич Василевский-Платонов (1772—?)
- Филипп Иовлевич Машков-Платонов (1771—?)

Платоники, упоминаемые в истории ТЛС:
- Евграф (Евфимий Музалевский-Платонов) (1769—1809) — префект, ректор ТЛС, ректор Санкт-Петербургской духовной академии (СПбДА).
- Сергий (Степан Георгиевич Крылов-Платонов) (1767—1824) — учитель немецкого языка, префект ТЛС ректор СГЛА, архиепископ Рязанский.
- Моисей (Михаил Ильич Близнецов-Платонов) (1764—1825) — префект ТЛС, ректор СГЛА, епископ Нижегородский.
- Самуил (Степан Васильевич Запольский-Платонов) (1772—1831) — префект, ректор ТЛС, епископ Костромской, архиепископ Рязанский.
- Николай Яковлевич Радугин-Платонов (1780—1825) — учитель ТЛС, священник Московского Казанского собора.
- Неофит (Никифор Иванович Докучаев-Платонов) (1782—1825) — учитель немецкого языка ТЛС, ректор Вифанской семинарии, епископ Архангельский.
- Иван Клементьевский-Платонов — учитель греческого и еврейского языков ТЛС.
- Кирилл (Константин Лукьянович Богословский-Платонов) (1788—1841) — ректор МДА, архиепископ Подольский и Брацлавский.
- Василий Иванович Заболотский-Платонов (1790—1856) — учитель латинского и французского языков ТЛС, священник Троицкой в Полях церкви в Москве, член Св. Правительствующего Синода Конторы, кавалер, протопресвитер большого Успенского собора.

### Список платоников СГЛА
1. Фёдор Алексеевич (Виноградский?) Платонов (1770—ок. 1812) — учитель еврейского и греческого языков СГЛА, священник Троицкой в Лужниках церкви в Москве.
2. Василий Петрович Платонов (1770 —?)
3. Афанасий Васильевич (Боголепов) Платонов (1775—ок. 1812) — учитель немецкого языка СГЛА, переводчик с немецкого, священник Спасской в Копьях и Вознесенской на Гороховом поле церквей в Москве.
4. Пётр Грешищев-Платонов — учитель греческого языка, поэтики, грамматики СГЛА, переводчик с французского, священник и преподаватель Воспитательного дома в Москве.
5. Пётр Самарин-Платонов — учитель греческого языка СГЛА, перешёл в Петербургский педагогический институт, за что митрополит Платон в 1806 г. лишил его права именоваться Платоновым[1].
6. Егор Игнатьевич Кречетников-Платонов (1767— после 1820) — учитель греческого языка СГЛА, автор учебников по греческому языку и поэзии, священник Никитской за Яузой церкви в Москве.
7. Фёдор Яковлевич (Патанин) Платонов (1774—1853)— учитель поэзии СГЛА, богослов, с 1814 г. в светском звании.
8. Сергей Иванович Тихомиров-Платонов (1790—1866) — преподаватель СГЛА, и Московского духовного училища, протоиерей храма Троицы на Арбате в Москве.
9. Александр Платонов — чиновник Святейшего Синода (с 1806).
10. Иван Дмитриевич Шумилин-Платонов (1782— после 1823) — протоиерей Казанского собора и Собора Покрова на рву, регент Чудовского хора.
11. Пётр Иванович (Соколов?) Платонов (1780 — ?)
12. Семён Яковлевич Ершов-Платонов (1781—1831) — учитель ТЛС, бакалавр греческого языка СПбДА, протоиерей Владимирской церкви в Санкт Петербурге.
13. Иннокентий (Иван Васильевич Платонов) (ок.1773—1842) — ректор духовных семинарий, профессор Московского университета, архимандрит, настоятель Нижегородского Печёрского монастыря.

### Список платоников МДА

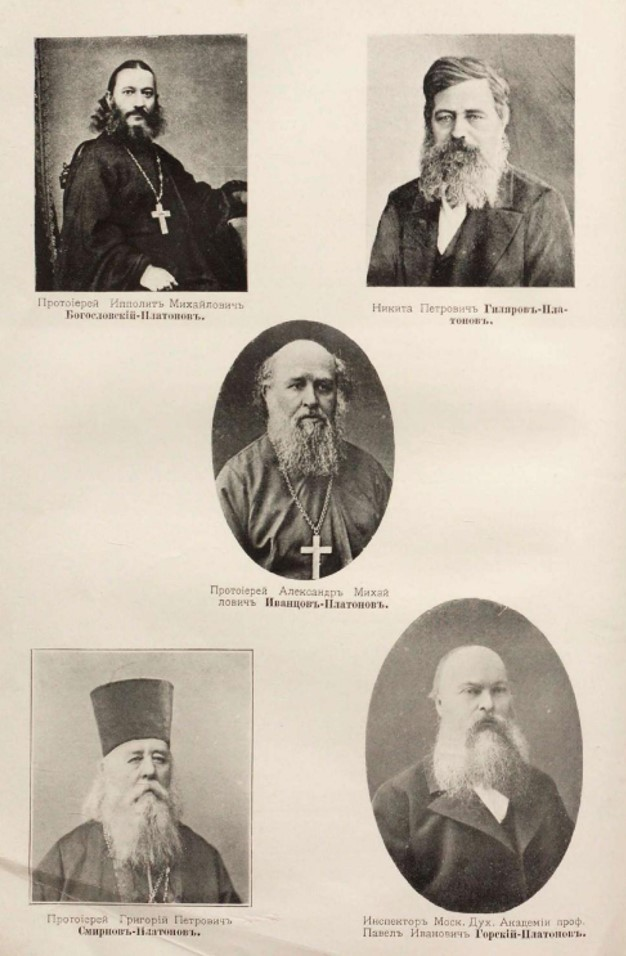
Платоники МДА

1. Алексей Васильевич Смирнов-Платонов (1791—1860) —преподаватель Московской духовной семинарии (МДС) и Евангелическо-лютеранского петропавловского училища, протоиерей Успенской на Покровке церкви в Москве.[2]
2. Никита Шумов-Платонов (?—1822) —учитель Вятской семинарии.[2]
3. Иван Платонов[3]
4. Фёдор Терновский-Платонов (ок. 1795—1833) — бакалавр гражданской истории МДА.
5. Трофим Иванович Лебедев-Платонов (1793—1864) — священник Преображенской в Пушкарях церкви в Москве.
6. Павел Петрович Ключарёв-Платонов (1788—1860) духовный писатель, протоиерей.
7. Яков Миролюбов-Платонов — (ок.1798 —?) — ректор Донского духовного училища.
8. Александр Иванов-Платонов (?—1830)
9. Пётр (Виноградов) Платонов (ок.1800 —?) — инспектор Андрониевского духовного училища Москве.
10. Иван Матвеевич Терновский-Платонов (1800—1849) — профессор МДС и преподаватель Московского университета.
11. Сергей Алексеевич Памфилов-Платонов (1800—1827) — учитель философии в Вифанской семинарии.
12. Евграф (Казанцев-Платонов) (?—1833) — преподаватель МДА, богослов, иеромонах.
13. Иван Васильевич (Холмогоров) Платонов (1805—1890) — правовед, почетный член и ординарный профессор Харьковского университета
14. Евгений (Макарий Сахаров-Платонов) (1814—1888) — преподаватель МДА, епископ Симбирский.
15. Иван Алексеевич Смирнов-Платонов (1816—1860) — профессор философии Казанской духовной академии и МДА, священник церквей Николая Чудотворца на столпах и Воскресения в Барашах в Москве, Крестовоздвиженской Ямской церкви в Санкт-Петербурге.
16. Иван Николаевич Аничков-Платонов (ок. 1817—1864) — профессор МДА, священник Космодемьянской в Шубине церкви в Москве.
17. Ипполит Михайлович Богословский-Платонов (1821—1870) — философ, преподаватель МДА, московский протоиерей.
18. Иван Иванович Побединский-Платонов (1821—1871) — профессор МДА, духовный писатель, священник в Москве.
19. Никита Петрович Гиляров-Платонов (1824—1887) — преподаватель МДА, философ, публицист.
20. Григорий Петрович Смирнов-Платонов (1825—1898) — преподаватель МДА и МДС, духовный писатель, московский протоиерей.
21. Виктор Дмитриевич Кудрявцев-Платонов (1828—1891) — профессор МДА, духовный писатель.
22. Алексий (Александр Фёдорович Лавров-Платонов) (1829—1890) — профессор МДА, богослов, архиепископ Литовский и Виленский.
23. Николай Николаевич Световидов-Платонов (1831—1897) — преподаватель МДА, протоиерей Московской, Благовещенской, церкви на Тверской, протопресвитер Успенского собора в Москве.
24. Павел Иванович Горский-Платонов (1835—1904) — профессор МДА, духовный писатель.
25. Александр Михайлович Иванцов-Платонов (1835—1894) — протоиерей, профессор Московского Университета.

## Варианты фамилий
В XVIII— начале XIX вв. фамилии у духовенства использовались преимущественно в семинариях, причём давались, как правило, новые, несовпадающие с отцовскими. В церковных ведомостях и адресных книгах применялись полуфамилии — варианты отчеств.
Платоники упоминались по-разному. Например, Сергей Иванович Тихомиров-Платонов (№ 8 в списке СГЛА) в различных источниках упоминается как «Иванов Сергей», «Тихомиров», «Платонов», наконец, как «Тихомиров-Платонов».
В некоторых случаях менялся порядок частей фамилии, например, «Платонов-Кречетников».
Помимо перечисленных лиц в конце XVIII в. в ТЛС и СГЛА были и другие воспитанники с фамилией «Платонов», которые, возможно, также получали «кошт» от митрополита Платона, но не входили в число платоников.